# 4379 Snelling
4379 Snelling è un asteroide della fascia principale del diametro medio di circa 24,38 km. Scoperto nel 1988, presenta un'orbita caratterizzata da un semiasse maggiore pari a 3,1636913 UA e da un'eccentricità di 0,1216325, inclinata di 21,65748° rispetto all'eclittica.